# 汪浙成
汪浙成（1936年—），男，原籍浙江奉化，生于浙江杭州，中国作家，浙江省作家协会原副主席，中国作家协会名誉委员。

## 家庭
妻子温小钰。